# 宛卡班巴
宛卡班巴是秘魯的城鎮，位於該國西北部安第斯山脈東麓，由皮烏拉地區負責管轄，海拔高度1,929米，2007年人口8,934，鎮上的博物館展出考古物品。
5°14′S 79°26′W / 5.233°S 79.433°W